# Ennupla
In matematica si definisce ennupla (scritto anche n-pla o n-upla), tupla o più propriamente tupla ordinata, una collezione o un elenco ordinato di n oggetti. Di tali oggetti si dice che appartengono alla ennupla, ed essi si chiamano anche elementi, o membri, della ennupla.
Una n-pla ordinata si distingue da un insieme di n elementi in quanto fra gli elementi di un insieme non è dato alcun ordine. Inoltre gli elementi di una ennupla possono anche essere ripetuti.
Per tenere distinte le notazioni delle n-ple da quelle degli insiemi solitamente le prime vengono scritte fra parentesi tonde o acute:
{\displaystyle \langle a_{1},a_{2},\cdots ,a_{n}\rangle =(a_{1},a_{2},\cdots ,a_{n})}
Essendo la n-pla un elenco ordinato, in generale di ogni suo elemento è possibile dire se sia il primo, il secondo, il terzo, eccetera, fino all'n-esimo. Viceversa, data una n-pla, per ogni k < n possiamo dire quale sia il k-mo elemento della n-pla.
Di qui segue la principale proprietà delle n-ple, secondo la quale due n-ple sono uguali se e solo se sono uguali i termini corrispondenti in base all'ordinamento, cioè:
{\displaystyle (a_{1},a_{2},\cdots ,a_{n})=(b_{1},b_{2},\cdots ,b_{n})\quad \Leftrightarrow \quad \forall k\leq n,\;a_{k}=b_{k}}
Nella pratica matematica, si tende ad utilizzare il termine ennuple o tuple soprattutto per sequenze i cui termini siano tendenzialmente in numero fissato e di natura disomogenea, preferendo i termini sequenza o successione finita o stringa per elementi appartenenti allo stesso insieme e in numero arbitrario. La prima è identificata come elemento del prodotto cartesiano tra più insiemi; la sequenza finita come applicazione da {1, 2, ..., n} (n ≥ 0) a un insieme qualsiasi S .

## Definizione
La definizione di n-pla ordinata si ottiene in modo ricorsivo osservando che se si dispone della definizione di (n-1)-pla ordinata allora si può definire la n-pla ordinata come la coppia ordinata costituita dal primo elemento della n-pla e dalla (n-1)-pla costituita dai restanti n-1 elementi:
{\displaystyle (a_{1},a_{2},\cdots ,a_{n}):=(a_{1},(a_{2},\cdots ,a_{n}))}
Si dimostra immediatamente che questa definizione è soddisfacente, in quanto soddisfa la condizione di uguaglianza posta sopra.
In questo modo la definizione di n-pla ordinata viene ricondotta ricorsivamente alla definizione di coppia ordinata.

## Ennuple e insiemi
Per quanto il concetto di ennupla ordinata possa sembrare estremamente semplice e intuitivo, tanto quanto quello di elenco ordinato, esso è uno di quei concetti che hanno posto le maggiori difficoltà nell'ambito della formulazione rigorosa della matematica. Infatti se si persegue lo scopo di fondare tutta la matematica su un unico concetto primitivo, e si vuole che tale concetto primitivo sia quello di insieme, allora anche la ennupla ordinata deve essere definita a partire solo dal concetto di insieme. E questo è un problema tutt'altro che banale.
Per produrre una definizione soddisfacente di ennupla ordinata, ovvero in grado di cogliere ciò si intende intuitivamente con quel termine, per prima cosa bisogna definire le proprietà fondamentali che devono caratterizzare la ennupla ordinata, e in particolare quelle proprietà che consentono di distinguerla da un insieme.
Quando si esplicitano gli elementi di un certo insieme, ogni elemento viene elencato una e una sola volta, e soprattutto non conta l'ordine con cui vengono elencati gli elementi. Ad esempio se qualcuno chiede quali siano le mogli di Enrico VIII, si può fornire la risposta componendo il seguente insieme:
{Anna Bolena, Caterina Howard, Caterina d'Aragona, Anna di Clèves, Jane Seymour, Caterina Parr} In questo insieme ci sono effettivamente tutte le sei mogli di Enrico VIII, sicché esso costituisce una risposta esauriente alla domanda che era stata posta. Ma se è vero che quello è effettivamente l'insieme delle mogli di Enrico, è pur vero che esse non si trovano disposte secondo l'ordine con cui sono state sposate. Per questa ragione il problema cambia completamente se qualcuno chiede quale sia stata la sequenza (o la successione) delle mogli di Enrico VIII. In tal caso non sarebbe sufficiente elencare gli elementi dell'insieme delle mogli, ma si dovrebbe poter dire quale sia stata la prima, la seconda, la terza, eccetera.
Il fatto che quando si esplicitano a voce o per iscritto gli elementi di un insieme si debba comunque seguire una certa sequenza, perché il linguaggio umano è sequenziale, potrebbe far pensare che gli insiemi vengano dati sempre e comunque in una certa sequenza (o successione) e che si tratti semplicemente di fornire la successione "giusta". Se così fosse basterebbe semplicemente "riordinare" l'insieme esplicitato qui sopra partendo dalla prima moglie e procedendo con quelle successive. In realtà però nel concetto di insieme non c'è nulla che richiami un ordine, e se ci si vuole raffigurare un insieme lo si dovrebbe piuttosto raffigurare come un insieme di oggetti sparsi su un piano, o comunque in uno spazio non ordinato. Nell'esempio considerato sopra l'insieme delle mogli di Enrico potrebbe essere immaginato come un insieme di sei immagini sparse su una scrivania, con tanto di nome sopra. Oppure si potrebbe pensare ad un sacchetto nel quale siano state poste delle palline, ognuna delle quali contiene un nome.
Il problema di definire una sequenza ordinata a partire solo ed unicamente dal concetto di insieme può essere ricollegato pertanto al problema di riuscire a descrivere la successione delle mogli di Enrico disponendo solo di sacchetti con dentro delle palline contenenti dei nomi, quando né le palline né i sacchetti possano essere in alcun modo ordinati. Ad esempio si potrebbe immaginare di dover preparare dei sacchetti, poi infilare tutti i sacchetti in un sacco più grande, facendo in modo che chi apra il sacco sia in grado di ricostruire, solo a partire dal contenuto dei sacchetti, quale sia stata la sequenza delle mogli di Enrico VIII. La soluzione di questo problema fu trovata per la prima volta da Norbert Wiener nel 1914, e qualche anno più tardi Kazimierz Kuratowski trovò una soluzione simile, ma più elegante.
Si supponga di voler indicare, in qualche modo convenzionale, che la prima moglie di Enrico VIII è stata Caterina d'Aragona. Allora si può preparare un solo sacchetto, con dentro una pallina che contiene il nome di Caterina d'Aragona. In questo modo chi apre il sacchetto - se conosce la convenzione che si sta usando - capirà che c'è stato un tempo in cui l'unica moglie di Enrico era o era stata Caterina d'Aragona. Se quello è l'unico sacchetto fra tanti a contenere un solo nome, allora non importa dove esso si trovi in mezzo a tutti gli altri: la semplice esistenza del sacchetto in mezzo a tutti gli altri sarà sufficiente a comunicare che la prima moglie è stata Caterina d'Aragona. Un sacchetto con un solo nome rappresenta ovviamente un insieme contenente un solo elemento, per cui il primo insieme da comporre è questo:
{Caterina d'Aragona}
Se poi si vuole comunicare che la seconda moglie è stata Anna Bolena, allora non si può preparare un sacchetto con la sola pallina di Anna Bolena, poiché - come si è detto - in tal caso non si potrebbe più usare il sacchetto con una sola pallina per indicare la prima moglie. Bisognerà invece preparare un sacchetto con due palline, una contenente (di nuovo) il nome di Caterina di Aragona, e l'altra contenente il nome di Anna Bolena. Se questo è l'unico sacchetto con due palline, chi lo trova capirà che c'è stato un tempo in cui le uniche due mogli di Enrico erano o erano state Caterina di Aragona e Anna Bolena, e avendo già trovato il sacchetto con la sola pallina di Caterina di Aragona, dedurrà che Anna Bolena è stata la seconda moglie. Questo secondo sacchetto corrisponde al seguente insieme:
{Caterina d'Aragona, Anna Bolena}
A questo punto si dispone già di tutto ciò che occorre per descrivere la coppia ordinata delle prime due mogli di Enrico VIII. Basta infatti porre questi due sacchetti in un sacchetto più grande e consegnare il tutto a chi di dovere. Il sacchetto più grande sta ovviamente per un insieme che contiene i due precedenti insiemi, cioè:
{{Caterina d'Aragona}, {Caterina d'Aragona, Anna Bolena}}
Così facendo, usando solo ed esclusivamente degli insiemi, si è in grado di esprimere tutte le informazioni contenute in una coppia ordinata.
Bisogna poi preparare un terzo sacchetto, dal quale si possa evincere che la terza moglie è stata Jane Seymour, e così via. Esistono vari modi di procedere in pratica, ma visto che tutta questa discussione è finalizzata ad un problema di matematica, si può sfruttare la possibilità di esprimere con degli insiemi tutte le informazioni necessarie a definire una coppia ordinata. Infatti se si sa esprimere in termini di insiemi la coppia ordinata (a,b) di elementi di un insieme A, allora una tripla ordinata (a, b, c) la si può esprimere come una coppia ordinata di due termini, uno dei quali è un termine di A, e l'altro è una coppia ordinata di termini di A. Si tratta cioè di porre:
(a, b, c) = (a, (b, c))
e così di seguito per sequenze ordinate di dimensioni maggiori.

## Etimologia
Il termine n-pla si ottiene come generalizzazione dei numerali moltiplicativi triplo, quadruplo, quintuplo... multiplo, che derivano da analoghi termini latini con suffissi in -plus o termini greci con suffissi in -ploos. Tali suffissi a loro volta derivano da una radice indoeuropea da cui deriva buona parte degli aggettivi e dei sostantivi moltiplicativi delle lingue indoeuropee.